# Alessandro o il falso profeta
Alessandro o il falso profeta (in greco antico: Ἀλέξανδρος ἢ Ψευδόμαντις?) è un libello polemico scritto da Luciano di Samosata nell'anno 180.

## Contenuto
L'oscura città di Abonutico, situata sulla costa settentrionale dell'Asia Minore, nella seconda metà del II secolo si trasformò in un centro famoso, meta di pellegrini provenienti da ogni parte per consultare l'"oracolo" che vi aveva sede, un dio-serpente di nome Glicone. Il "merito" di tutto ciò va attribuito ad Alessandro, spregiudicato avventuriero e falso profeta protagonista dello scritto di Luciano, che ne traccia un preciso profilo, dal quale emerge anche il diffuso clima di ansiose aspettative verso un tramite col soprannaturale che favorì l'affermarsi di molti profittatori.
Infatti, in 61 capitoli, Luciano delinea una sorta di biografia "al negativo", dichiarando di ispirarsi al precedente di una biografia di Arriano del brigante Tilloboro per descrivere la carriera di Alessandro: dagli umilissimi inizi alla carriera criminale, con lo sfruttamento delle sue doti di attore e poeta, fino ad arrivare alla stima di consoli e imperatori, da cui riceve sussidi di vasto ammontare e sovvenzioni per il suo tempio, per concludere con l'ingloriosa fine per gangrena.

## Tematiche
Per certi versi l'Alessandro rientra nel genere delle biografie, ma in un'ottica nuova rispetto alle precedenti, rovesciando la tradizionale finalità agiografica: qui si pone in evidenza non un esempio da imitare, ma un modello da evitare ed avversare, come afferma lo stesso autore dedicando il pamphlet all'amico epicureo Celso:
Pure se vorrai leggere con indulgenza, ed immaginare le cose che mancano da quelle che io narro, io prenderò per amor tuo questa fatica, e tenterò di spazzare questa stalla d’Augia, non interamente ma per quanto io posso; e da’ pochi cofani che ne trarrò fuori tu potrai pensare che smisurata quantità di letame tremila bovi han potuto farvi in molti anni. Mi viene vergogna per entrambi, e per te e per me: per te che credi degno di esser ricordato e narrato agli avvenire un uomo scelleratissimo; per me che gitto il tempo a scrivere questa fastidiosa istoria d’un uomo, che avria meritato non di esser letto dalle persone colte, ma in un grandissimo teatro essere di spettacolo al popolazzo, sbranato da scimmie e da volpi. Che se qualcuno ce ne vorrà biasimare, noi ci scuseremo con un esempio.»
(cap. 1, trad. L. Settembrini)
Le intenzioni di Luciano sono ammantate da una felice vena d'ironia, che prende di mira il falso profeta ma anche i facili creduloni: chi plagia e chi si lascia plagiare è corresponsabile dell'offesa alla ragione e, dunque, esplicito e dichiarato è il favore di Luciano verso la razionalità di Epicuro:
(cap. 61 - trad. L. Settembrini)